# وست اند، برفوردشر
وست اند (به انگلیسی: West End) یک روستا در بریتانیا است که در بدفورد واقع شده‌است.